# Кампипијани ди Сопра (Виченца)
Кампипијани ди Сопра је насеље у Италији у округу Виченца, региону Венето.
Према процени из 2011. у насељу је живело 30 становника. Насеље се налази на надморској висини од 360 м.